# (400360) 2007 VY180
(400360) 2007 VY180 es un asteroide perteneciente al cinturón exterior de asteroides descubierto el 7 de noviembre de 2007 por el equipo del Catalina Sky Survey desde el Catalina Sky Survey, Arizona, Estados Unidos.

## Designación y nombre
Designado provisionalmente como 2007 VY180.

## Características orbitales
2007 VY180 pertenece al Grupo de Hilda, está situado a una distancia media del Sol de 4,008 ua, pudiendo alejarse hasta 4,957 ua y acercarse hasta 3,059 ua. Su excentricidad es 0,236 y la inclinación orbital 4,224 grados. Emplea 2931,38 días en completar una órbita alrededor del Sol.

## Características físicas
La magnitud absoluta de 2007 VY180 es 15. 